# Коровицький Олександр Олександрович
Олександр Олександрович Корови́цький (нар. 21 червня 1944, Любче - пом. 12 серпня 2024, Львів) — український дизайнер одягу і педагог; член Спілки дизайнерів України з 1999 року. Заслужений діяч мистецтв України з 29 вересня 2006 року.

## Біографія
Народився 21 червня 1944 року в селі Любчому (нині Луцький район Волинської області, Україна). Протягом 1964—1972 років працював у Львівському будинку моделей. 1972 року закінчив відділ моделювання одягу Львівського інституту прикладного та декоративного мистецтва. Навчався у Карло Звіринського, Степана Коропчака, Теофіла Максисько, Володимира Овсійчука. Дипломна робота — чоловічі плащі та головні убори в комплекті (керівник В. І. Шелест, оцінка — добре).
Працював на швейному підприємстві «Спецодяг». З 1973 року працює у Львівському інституті прикладного та декоративного мистецтва/Львівській національній академії мистецтв: з 1988 року — завідувач кафедри дизайну костюма, з 2007 року — професор. Серед учнів: Надія Андрусяк, Оксана Караванська, Олександра Теліженко, Л. Химич. 
Помер 12 серпня 2024 року.

## Творчість
Працює у галузі дизайну костюму (проєктування ансамблів сценічного, презентабельного, виставкового одягу). Автор сценічних костюмів для:
- оперети «Циганський барон» Йоганна Штраусса (2000—2002; Львівський національний академічний театр опери та балету імені Соломії Крушельницької);
- вистави «Чарівне кресало» за казками Ганса Крістіана Андерсена (2002—2004; Львівський національний академічний театр опери та балету імені Соломії Крушельницької);
- вокально-інструментальних ансамблів «Ватра» (Львів, 2004) і «Козацькі забави» (Трускавець);
- хору хлопчиків «Дударик» (2006, Львів);
- Галицького камерного хору (Львів);
- жіночого церковного хору (Луцьк).

Також автор мантій для вищих навчальних закладів, фірмового одягу для виробничих об'єднань Львова, учнівської форми тощо.
З 1995 року — керівник конкурсних проєктів молодих дизайнерів. У 2005 році був одним із організаторів польсько-українського фестивалю моди.
Досліджує українське національне мистецтво та українську моду. Співавтор статей:
- «Пошуки і здобутки модельєрів» // «Вісник Львівської академії мистецтв» (1996, випуск 7);
- «Ретроспектива львівської школи моделювання костюма (кафедрі моделювання костюма ЛАМ — 40 років)» // «Вісник Львівської академії мистецтв» (1999, випуск 10).

Співавтор навчального посібника «Моделювання костюма в Україні ХХ ст.» (Львів, 2000).